# Cinkofen

Strukturformel för cinkofen.

Cinkofen, även kallat atofan (systematiskt namn 2-fenylkinolin-4-karboxylsyra, summaformel C16H11NO2), är ett läkemedel, ett analgetika som också har använts för att behandla gikt. Det introducerades 1910, men bruket minskade sedan det upptäckts att medlet kunde orsaka leverskador. Det används fortfarande inom veterinärmedicinen för att behandla artrit.
Även estrar av cinkofen har använts som läkemedel med likartad verkan; metylestern bland annat under namnet acitrin, och etylestern bland annat under namnet novatofan.